# Совденевичі
Совденевичі — (біл. вёска Саўдзеневічы), село (веска) в складі Логойського району розташоване в Мінській області Білорусі, підпорядковане Янушковицькій сільській раді.
Село Совденевичі розташоване в центральних районах Білорусі, в північній частині Мінської області - орієнтовне розташування.